# 13e étape du Tour d'Italie 2023
Pour un article plus général, voir Tour d'Italie 2023.
La 13e étape du Tour d'Italie 2023 se déroule le vendredi 19 mai 2023 du Châble à Crans-Montana (canton du Valais, Suisse), sur une distance de 74 km. L'étape devait initialement démarrer à Borgofranco d'Ivrea, pour un parcours de 199 km mais les conditions météorologiques ne l'ont pas permis.

## Parcours
La première étape alpestre comporte trois cols de 1re catégorie dont une arrivée au sommet. Partant de Borgofranco d'Ivrea (Bourgfranc d'Ivrée), petite ville piémontaise située à une soixantaine de kilomètres au nord de Turin, les coureurs commencent par un parcours en légère montée traversant le Val d'Aoste pendant les 60 premiers km de l'étape puis grimpent le long col du Grand Saint-Bernard (35 km d'ascension) situé sur la frontière italo-suisse à l'altitude de 2 469 m et Cima Coppi du Giro pour la première fois. Ensuite, le col de la Croix de Cœur passant par la station de Verbier est au programme (col de 1re catégorie de 15,4 km avec une pente moyenne de 8,8 %, sommet à 59 km de l'arrivée). Le tracé descend dans la vallée du Rhône et traverse la ville de Sion puis se termine par la montée vers la station de Crans-Montana, un dernier col de 1re catégorie de 13,1 km avec une pente moyenne de 7,2 %.
En raison de trombes d'eau tombant sur la ville de Borgofranco d'Ivrea et d'un enneigement trop important côté italien, la première partie de l'étape est annulée. Le départ est donné au Châble, au pied du Croix de Cœur, évitant notamment le col du Grand Saint-Bernard. La Cima Coppi devient dès lors les Tre Cime di Lavaredo où arrive la 19e étape.

## Déroulement de la course

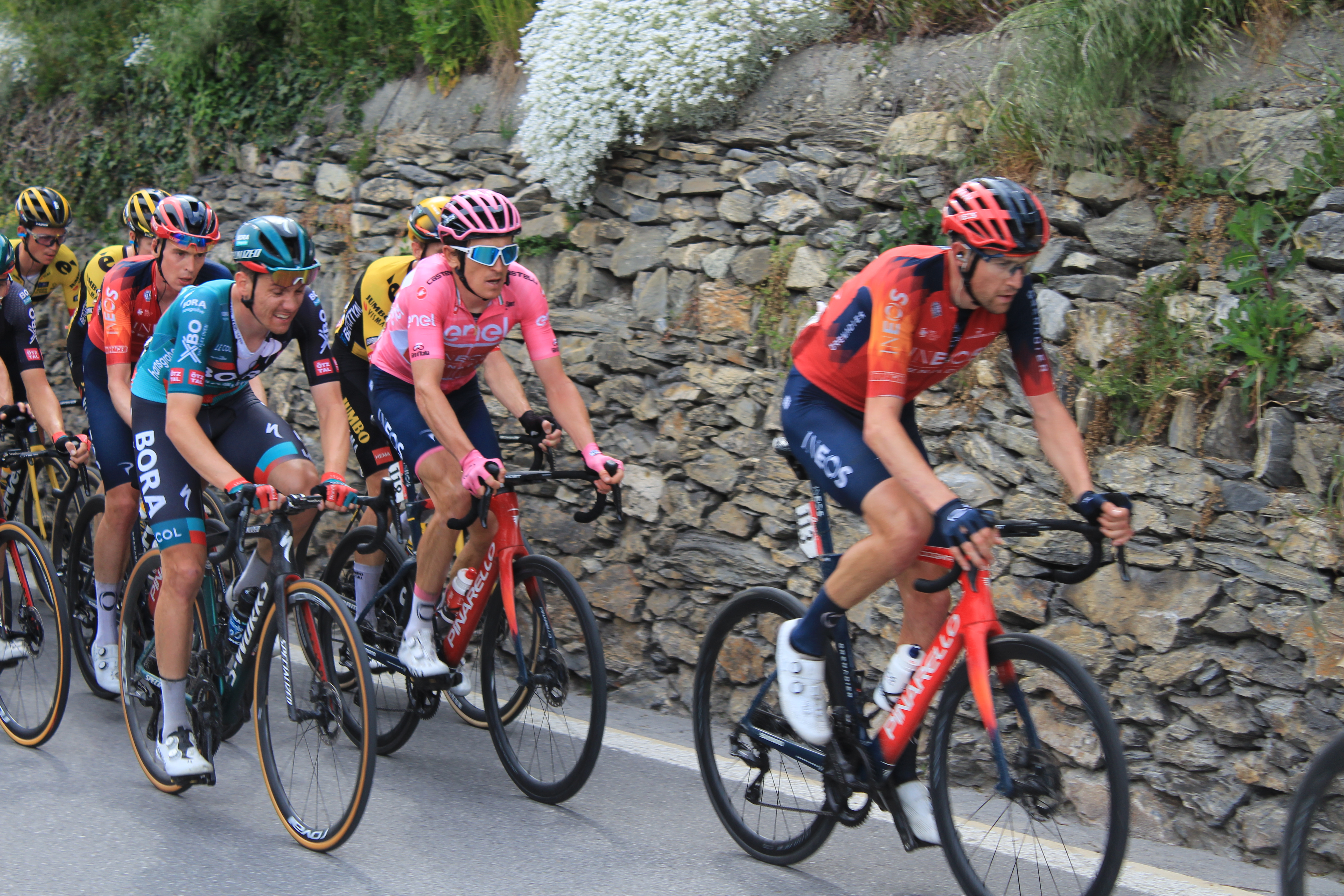
Le groupe maillot rose de Geraint Thomas à Chelin.

Dès le début de cette étape fortement raccourcie et l'ascension directe du col de la Croix de Cœur, les attaques fusent. C'est finalement un groupe de quatre hommes qui émerge en tête de la course. Ces quatre coureurs sont le Français Thibaut Pinot (Groupama FDJ), le Colombien  Einer Rubio (Movistar), l'Équatorien Alexander Cepeda (EF Education) et le Canadien Derek Gee (Israel Premier Tech). Ils franchissent ce col de 1e catégorie avec 2 minutes d'avance sur le peloton maillot rose. Quelques coureurs sont intercalés entre le groupe de tête et le peloton parmi lesquels Valentin Paret-Peintre (AG2R Citroën) qui réussit à revenir sur le groupe de tête à la faveur de la descente. Les cinq hommes de tête prennent plus de risques que le peloton dans la descente vers la vallée du Rhône et leur avance est portée à 4 minutes au bas de la descente, à 35 kilomètres de l'arrivée. Sur le secteur plat, le peloton principalement emmené par les équipiers Ineos Grenadiers du maillot rose Geraint Thomas réduit l'écart à 3 petites minutes au pied de la montée finale de 13 km vers Crans-Montana. Dans le groupe de tête, dès les premières pentes et pendant toute l'ascension, les attaques se succèdent lâchant rapidement Paret-Peintre et Gee. Ensuite, Pinot puis Cepeda tentent plusieurs fois de se débarrasser de leurs adversaires mais rien n'y fait et Pinot, Cepeda et Rubio se présentent ensemble à l'arrivée où Einer Rubio s'impose devant Thibaut Pinot qui endosse le maillot de meilleur grimpeur. Peu de mouvements dans le peloton devenu groupe maillot rose qui n'ont pas modifié les écarts entre les premiers du classement général.

## Résultats

### Classement de l'étape
| \| Classement de l'étape \| Classement de l'étape \| Classement de l'étape \| Classement de l'étape \| Classement de l'étape \| \| Coureur \| Coureur \| Pays \| Équipe \| Temps \| \| --------------------- \| ---------------------- \| --------------------- \| --------------------- \| --------------------- \| \| 1er \| Einer Rubio \| Colombie \| Movistar Team \| 2 h 16 min 23 s \| \| 2e \| Thibaut Pinot \| France \| Groupama-FDJ \| + 6 s \| \| 3e \| Alexander Cepeda \| Équateur \| EF Education-EasyPost \| + 12 s \| \| 4e \| Derek Gee \| Canada \| Israel-Premier Tech \| + 1 min 01 s \| \| 5e \| Valentin Paret-Peintre \| France \| AG2R Citroën Team \| + 1 min 29 s \| \| 6e \| Hugh Carthy \| Royaume-Uni \| EF Education-EasyPost \| + 1 min 29 s \| \| 7e \| João Almeida \| Portugal \| UAE Team Emirates \| + 1 min 35 s \| \| 8e \| Eddie Dunbar \| Irlande \| Team Jayco AlUla \| + 1 min 35 s \| \| 9e \| Geraint Thomas \| Royaume-Uni \| Ineos Grenadiers \| + 1 min 35 s \| \| 10e \| Primož Roglič \| Slovénie \| Jumbo-Visma \| + 1 min 35 s \| |                        |             |                       |                 |
| |                        |             |                       |                 |
| Source : ProCyclingStats |                        |             |                       |                 |
| Classement de l'étape |                        |             |                       |                 |
| Coureur | Coureur                | Pays        | Équipe                | Temps           |
| 1er | Einer Rubio            | Colombie    | Movistar Team         | 2 h 16 min 23 s |
| 2e | Thibaut Pinot          | France      | Groupama-FDJ          | + 6 s           |
| 3e | Alexander Cepeda       | Équateur    | EF Education-EasyPost | + 12 s          |
| 4e | Derek Gee              | Canada      | Israel-Premier Tech   | + 1 min 01 s    |
| 5e | Valentin Paret-Peintre | France      | AG2R Citroën Team     | + 1 min 29 s    |
| 6e | Hugh Carthy            | Royaume-Uni | EF Education-EasyPost | + 1 min 29 s    |
| 7e | João Almeida           | Portugal    | UAE Team Emirates     | + 1 min 35 s    |
| 8e | Eddie Dunbar           | Irlande     | Team Jayco AlUla      | + 1 min 35 s    |
| 9e | Geraint Thomas         | Royaume-Uni | Ineos Grenadiers      | + 1 min 35 s    |
| 10e | Primož Roglič          | Slovénie    | Jumbo-Visma           | + 1 min 35 s    |

### Points attribués pour le classement par points
| \| Arrivée d'étape Crans-Montana (km 74,6) \| Arrivée d'étape Crans-Montana (km 74,6) \| Arrivée d'étape Crans-Montana (km 74,6) \| Arrivée d'étape Crans-Montana (km 74,6) \| Arrivée d'étape Crans-Montana (km 74,6) \| \| --------------------------------------- \| --------------------------------------- \| --------------------------------------- \| --------------------------------------- \| --------------------------------------- \| \| \| Coureur \| Pays \| Équipe \| Point(s) \| \| 1er \| Einer Rubio \| Colombie \| Movistar \| 15 \| \| 2e \| Thibaut Pinot \| France \| Groupama-FDJ \| 12 \| \| 3e \| Alexander Cepeda \| Équateur \| EF Education-EasyPost \| 9 \| \| 4e \| Derek Gee \| Canada \| Israel-Premier Tech \| 7 \| \| 5e \| Valentin Paret-Peintre \| France \| AG2R Citroën \| 6 \| \| 6e \| Hugh Carthy \| Grande-Bretagne \| EF Education-EasyPost \| 5 \| \| 7e \| João Almeida \| Portugal \| UAE Emirates \| 4 \| \| 8e \| Eddie Dunbar \| Irlande \| Jayco AlUla \| 3 \| \| 9e \| Geraint Thomas \| Grande-Bretagne \| Ineos Grenadiers \| 2 \| \| 10e \| Primož Roglič \| Slovénie \| Jumbo-Visma \| 1 \| \| modifier \| \| \| \| \| |                        |                 |                       |          |
| Arrivée d'étape Crans-Montana (km 74,6) |                        |                 |                       |          |
| | Coureur                | Pays            | Équipe                | Point(s) |
| 1er | Einer Rubio            | Colombie        | Movistar              | 15       |
| 2e | Thibaut Pinot          | France          | Groupama-FDJ          | 12       |
| 3e | Alexander Cepeda       | Équateur        | EF Education-EasyPost | 9        |
| 4e | Derek Gee              | Canada          | Israel-Premier Tech   | 7        |
| 5e | Valentin Paret-Peintre | France          | AG2R Citroën          | 6        |
| 6e | Hugh Carthy            | Grande-Bretagne | EF Education-EasyPost | 5        |
| 7e | João Almeida           | Portugal        | UAE Emirates          | 4        |
| 8e | Eddie Dunbar           | Irlande         | Jayco AlUla           | 3        |
| 9e | Geraint Thomas         | Grande-Bretagne | Ineos Grenadiers      | 2        |
| 10e | Primož Roglič          | Slovénie        | Jumbo-Visma           | 1        |
| modifier |                        |                 |                       |          |

### Points attribués pour le classement du meilleur grimpeur
| Croix de Coeur (km 15,4) 1re catégorie (15,5 km à 8,6%) | Croix de Coeur (km 15,4) 1re catégorie (15,5 km à 8,6%) | Croix de Coeur (km 15,4) 1re catégorie (15,5 km à 8,6%) | Croix de Coeur (km 15,4) 1re catégorie (15,5 km à 8,6%) | Croix de Coeur (km 15,4) 1re catégorie (15,5 km à 8,6%) |
| ------------------------------------------------------- | ------------------------------------------------------- | ------------------------------------------------------- | ------------------------------------------------------- | ------------------------------------------------------- |
|                                                         | Coureur                                                 | Pays                                                    | Équipe                                                  | Point(s)                                                |
| 1er                                                     | Thibaut Pinot                                           | France                                                  | Groupama-FDJ                                            | 40                                                      |
| 2e                                                      | Einer Rubio                                             | Colombie                                                | Movistar                                                | 18                                                      |
| 3e                                                      | Derek Gee                                               | Canada                                                  | Israel-Premier Tech                                     | 12                                                      |
| 4e                                                      | Alexander Cepeda                                        | Équateur                                                | EF Education-EasyPost                                   | 9                                                       |
| 5e                                                      | Valentin Paret-Peintre                                  | France                                                  | AG2R Citroën                                            | 6                                                       |
| 6e                                                      | Matthew Riccitello                                      | États-Unis                                              | Israel-Premier Tech                                     | 4                                                       |
| 7e                                                      | Bruno Armirail                                          | France                                                  | Groupama-FDJ                                            | 2                                                       |
| 8e                                                      | Laurens De Plus                                         | Belgique                                                | Ineos Grenadiers                                        | 1                                                       |
| modifier                                                |                                                         |                                                         |                                                         |                                                         |

| Crans-Montana (km 74,6) 1re catégorie (12,9 km à 7,2%) | Crans-Montana (km 74,6) 1re catégorie (12,9 km à 7,2%) | Crans-Montana (km 74,6) 1re catégorie (12,9 km à 7,2%) | Crans-Montana (km 74,6) 1re catégorie (12,9 km à 7,2%) | Crans-Montana (km 74,6) 1re catégorie (12,9 km à 7,2%) |
| ------------------------------------------------------ | ------------------------------------------------------ | ------------------------------------------------------ | ------------------------------------------------------ | ------------------------------------------------------ |
|                                                        | Coureur                                                | Pays                                                   | Équipe                                                 | Point(s)                                               |
| 1er                                                    | Einer Rubio                                            | Colombie                                               | Movistar                                               | 50                                                     |
| 2e                                                     | Thibaut Pinot                                          | France                                                 | Groupama-FDJ                                           | 24                                                     |
| 3e                                                     | Alexander Cepeda                                       | Équateur                                               | EF Education-EasyPost                                  | 16                                                     |
| 4e                                                     | Derek Gee                                              | Canada                                                 | Israel-Premier Tech                                    | 9                                                      |
| 5e                                                     | Valentin Paret-Peintre                                 | France                                                 | AG2R Citroën                                           | 6                                                      |
| 6e                                                     | Hugh Carthy                                            | Grande-Bretagne                                        | EF Education-EasyPost                                  | 4                                                      |
| 7e                                                     | João Almeida                                           | Portugal                                               | UAE Emirates                                           | 2                                                      |
| 8e                                                     | Eddie Dunbar                                           | Irlande                                                | Jayco AlUla                                            | 1                                                      |
| modifier                                               |                                                        |                                                        |                                                        |                                                        |

### Points attribués pour le classement des sprints intermédiaires
| \| Sprint intermédiaire Verbier (km 8,9) \| Sprint intermédiaire Verbier (km 8,9) \| Sprint intermédiaire Verbier (km 8,9) \| Sprint intermédiaire Verbier (km 8,9) \| Sprint intermédiaire Verbier (km 8,9) \| \| ------------------------------------- \| ------------------------------------- \| ------------------------------------- \| ------------------------------------- \| ------------------------------------- \| \| \| Coureur \| Pays \| Équipe \| Point(s) \| \| 1er \| Einer Rubio \| Colombie \| Movistar \| 10 \| \| 2e \| Derek Gee \| Canada \| Israel-Premier Tech \| 6 \| \| 3e \| Matthew Riccitello \| États-Unis \| Israel-Premier Tech \| 3 \| \| 4e \| Thibaut Pinot \| France \| Groupama-FDJ \| 2 \| \| 5e \| Valentin Paret-Peintre \| France \| AG2R Citroën \| 1 \| \| modifier \| \| \| \| \| |                        |            |                     |          |
| Sprint intermédiaire Verbier (km 8,9) |                        |            |                     |          |
| | Coureur                | Pays       | Équipe              | Point(s) |
| 1er | Einer Rubio            | Colombie   | Movistar            | 10       |
| 2e | Derek Gee              | Canada     | Israel-Premier Tech | 6        |
| 3e | Matthew Riccitello     | États-Unis | Israel-Premier Tech | 3        |
| 4e | Thibaut Pinot          | France     | Groupama-FDJ        | 2        |
| 5e | Valentin Paret-Peintre | France     | AG2R Citroën        | 1        |
| modifier |                        |            |                     |          |

### Bonifications
|   | Coureur            | Pays       | Équipe              | Secondes |
| - | ------------------ | ---------- | ------------------- | -------- |
| 1 | Einer Rubio        | Colombie   | Movistar            | 3 s      |
| 2 | Derek Gee          | Canada     | Israel-Premier Tech | 2 s      |
| 3 | Matthew Riccitello | États-Unis | Israel-Premier Tech | 1 s      |

|   | Coureur          | Pays     | Équipe                | Secondes |
| - | ---------------- | -------- | --------------------- | -------- |
| 1 | Einer Rubio      | Colombie | Movistar              | 10 s     |
| 2 | Thibaut Pinot    | France   | Groupama-FDJ          | 6 s      |
| 3 | Alexander Cepeda | Équateur | EF Education-EasyPost | 4 s      |

## Classements à l'issue de l'étape

### Classement général
| \| Classement général \| Classement général \| Classement général \| Classement général \| Classement général \| \| Coureur \| Coureur \| Pays \| Équipe \| Temps \| \| ------------------ \| ------------------ \| ------------------ \| ------------------ \| ------------------ \| \| 1er \| Geraint Thomas \| Royaume-Uni \| Ineos Grenadiers \| 51 h 20 min 01 s \| \| 2e \| Primož Roglič \| Slovénie \| Jumbo-Visma \| + 2 s \| \| 3e \| João Almeida \| Portugal \| UAE Team Emirates \| + 22 s \| \| 4e \| Andreas Leknessund \| Norvège \| Team DSM \| + 42 s \| \| 5e \| Damiano Caruso \| Italie \| Bahrain Victorious \| + 1 min 28 s \| \| 6e \| Lennard Kämna \| Allemagne \| Bora-Hansgrohe \| + 1 min 52 s \| \| 7e \| Eddie Dunbar \| Irlande \| Team Jayco AlUla \| + 2 min 32 s \| \| 8e \| Thymen Arensman \| Pays-Bas \| Ineos Grenadiers \| + 2 min 45 s \| \| 9e \| Laurens De Plus \| Belgique \| Ineos Grenadiers \| + 3 min 08 s \| \| 10e \| Thibaut Pinot \| France \| Groupama-FDJ \| + 3 min 13 s \| |                    |             |                    |                  |
| |                    |             |                    |                  |
| Source : ProCyclingStats |                    |             |                    |                  |
| Classement général |                    |             |                    |                  |
| Coureur | Coureur            | Pays        | Équipe             | Temps            |
| 1er | Geraint Thomas     | Royaume-Uni | Ineos Grenadiers   | 51 h 20 min 01 s |
| 2e | Primož Roglič      | Slovénie    | Jumbo-Visma        | + 2 s            |
| 3e | João Almeida       | Portugal    | UAE Team Emirates  | + 22 s           |
| 4e | Andreas Leknessund | Norvège     | Team DSM           | + 42 s           |
| 5e | Damiano Caruso     | Italie      | Bahrain Victorious | + 1 min 28 s     |
| 6e | Lennard Kämna      | Allemagne   | Bora-Hansgrohe     | + 1 min 52 s     |
| 7e | Eddie Dunbar       | Irlande     | Team Jayco AlUla   | + 2 min 32 s     |
| 8e | Thymen Arensman    | Pays-Bas    | Ineos Grenadiers   | + 2 min 45 s     |
| 9e | Laurens De Plus    | Belgique    | Ineos Grenadiers   | + 3 min 08 s     |
| 10e | Thibaut Pinot      | France      | Groupama-FDJ       | + 3 min 13 s     |

| Classement par points | Classement par points | Classement par points | Classement par points | Classement par points |
| Coureur               | Coureur               | Pays                  | Équipe                | Points                |
| --------------------- | --------------------- | --------------------- | --------------------- | --------------------- |
| 1er                   | Jonathan Milan        | Italie                | Bahrain Victorious    | 164 pts               |
| 2e                    | Pascal Ackermann      | Allemagne             | UAE Team Emirates     | 88 pts                |
| 3e                    | Derek Gee             | Canada                | Israel-Premier Tech   | 71 pts                |
| 4e                    | Michael Matthews      | Australie             | Team Jayco AlUla      | 68 pts                |
| 5e                    | Magnus Cort Nielsen   | Danemark              | EF Education-EasyPost | 56 pts                |
| 6e                    | Toms Skujiņš          | Lettonie              | Trek-Segafredo        | 51 pts                |
| 7e                    | Mark Cavendish        | Royaume-Uni           | Astana Qazaqstan Team | 51 pts                |
| 8e                    | Vincenzo Albanese     | Italie                | Eolo-Kometa           | 44 pts                |
| 9e                    | Davide Bais           | Italie                | Eolo-Kometa           | 39 pts                |
| 10e                   | Alessandro De Marchi  | Italie                | Team Jayco AlUla      | 37 pts                |

| Classement par points | Classement par points | Classement par points | Classement par points | Classement par points |
| Coureur               | Coureur               | Pays                  | Équipe                | Points                |
| --------------------- | --------------------- | --------------------- | --------------------- | --------------------- |
| 1er                   | Jonathan Milan        | Italie                | Bahrain Victorious    | 164 pts               |
| 2e                    | Pascal Ackermann      | Allemagne             | UAE Team Emirates     | 88 pts                |
| 3e                    | Derek Gee             | Canada                | Israel-Premier Tech   | 71 pts                |
| 4e                    | Michael Matthews      | Australie             | Team Jayco AlUla      | 68 pts                |
| 5e                    | Magnus Cort Nielsen   | Danemark              | EF Education-EasyPost | 56 pts                |
| 6e                    | Toms Skujiņš          | Lettonie              | Trek-Segafredo        | 51 pts                |
| 7e                    | Mark Cavendish        | Royaume-Uni           | Astana Qazaqstan Team | 51 pts                |
| 8e                    | Vincenzo Albanese     | Italie                | Eolo-Kometa           | 44 pts                |
| 9e                    | Davide Bais           | Italie                | Eolo-Kometa           | 39 pts                |
| 10e                   | Alessandro De Marchi  | Italie                | Team Jayco AlUla      | 37 pts                |

| Classement de la montagne | Classement de la montagne | Classement de la montagne | Classement de la montagne  | Classement de la montagne |
| Coureur                   | Coureur                   | Pays                      | Équipe                     | Points                    |
| ------------------------- | ------------------------- | ------------------------- | -------------------------- | ------------------------- |
| 1er                       | Thibaut Pinot             | France                    | Groupama-FDJ               | 114 pts                   |
| 2e                        | Davide Bais               | Italie                    | Eolo-Kometa                | 104 pts                   |
| 3e                        | Einer Rubio               | Colombie                  | Movistar Team              | 68 pts                    |
| 4e                        | Karel Vacek               | Tchéquie                  | Team Corratec-Selle Italia | 36 pts                    |
| 5e                        | Derek Gee                 | Canada                    | Israel-Premier Tech        | 31 pts                    |
| 6e                        | Toms Skujiņš              | Lettonie                  | Trek-Segafredo             | 30 pts                    |
| 7e                        | Amanuel Ghebreigzabhier   | Érythrée                  | Trek-Segafredo             | 30 pts                    |
| 8e                        | Alexander Cepeda          | Équateur                  | EF Education-EasyPost      | 25 pts                    |
| 9e                        | Ben Healy                 | Irlande                   | EF Education-EasyPost      | 24 pts                    |
| 10e                       | Aurélien Paret-Peintre    | France                    | AG2R Citroën Team          | 22 pts                    |

| Classement de la montagne | Classement de la montagne | Classement de la montagne | Classement de la montagne  | Classement de la montagne |
| Coureur                   | Coureur                   | Pays                      | Équipe                     | Points                    |
| ------------------------- | ------------------------- | ------------------------- | -------------------------- | ------------------------- |
| 1er                       | Thibaut Pinot             | France                    | Groupama-FDJ               | 114 pts                   |
| 2e                        | Davide Bais               | Italie                    | Eolo-Kometa                | 104 pts                   |
| 3e                        | Einer Rubio               | Colombie                  | Movistar Team              | 68 pts                    |
| 4e                        | Karel Vacek               | Tchéquie                  | Team Corratec-Selle Italia | 36 pts                    |
| 5e                        | Derek Gee                 | Canada                    | Israel-Premier Tech        | 31 pts                    |
| 6e                        | Toms Skujiņš              | Lettonie                  | Trek-Segafredo             | 30 pts                    |
| 7e                        | Amanuel Ghebreigzabhier   | Érythrée                  | Trek-Segafredo             | 30 pts                    |
| 8e                        | Alexander Cepeda          | Équateur                  | EF Education-EasyPost      | 25 pts                    |
| 9e                        | Ben Healy                 | Irlande                   | EF Education-EasyPost      | 24 pts                    |
| 10e                       | Aurélien Paret-Peintre    | France                    | AG2R Citroën Team          | 22 pts                    |

| Classement du meilleur jeune | Classement du meilleur jeune | Classement du meilleur jeune | Classement du meilleur jeune | Classement du meilleur jeune |
| Coureur                      | Coureur                      | Pays                         | Équipe                       | Temps                        |
| ---------------------------- | ---------------------------- | ---------------------------- | ---------------------------- | ---------------------------- |
| 1er                          | João Almeida                 | Portugal                     | UAE Team Emirates            | 51 h 20 min 23 s             |
| 2e                           | Andreas Leknessund           | Norvège                      | Team DSM                     | + 20 s                       |
| 3e                           | Thymen Arensman              | Pays-Bas                     | Ineos Grenadiers             | + 2 min 23 s                 |
| 4e                           | Santiago Buitrago            | Colombie                     | Bahrain Victorious           | + 4 min 50 s                 |
| 5e                           | Ilan Van Wilder              | Belgique                     | Soudal Quick-Step            | + 6 min 02 s                 |
| 6e                           | Einer Rubio                  | Colombie                     | Movistar Team                | + 9 min 01 s                 |
| 7e                           | Alexander Cepeda             | Équateur                     | EF Education-EasyPost        | + 11 min 56 s                |
| 8e                           | Valentin Paret-Peintre       | France                       | AG2R Citroën Team            | + 22 min 47 s                |
| 9e                           | Laurens Huys                 | Belgique                     | Intermarché-Circus-Wanty     | + 23 min 46 s                |
| 10e                          | Filippo Zana                 | Italie                       | Team Jayco AlUla             | + 27 min 10 s                |

| Classement du meilleur jeune | Classement du meilleur jeune | Classement du meilleur jeune | Classement du meilleur jeune | Classement du meilleur jeune |
| Coureur                      | Coureur                      | Pays                         | Équipe                       | Temps                        |
| ---------------------------- | ---------------------------- | ---------------------------- | ---------------------------- | ---------------------------- |
| 1er                          | João Almeida                 | Portugal                     | UAE Team Emirates            | 51 h 20 min 23 s             |
| 2e                           | Andreas Leknessund           | Norvège                      | Team DSM                     | + 20 s                       |
| 3e                           | Thymen Arensman              | Pays-Bas                     | Ineos Grenadiers             | + 2 min 23 s                 |
| 4e                           | Santiago Buitrago            | Colombie                     | Bahrain Victorious           | + 4 min 50 s                 |
| 5e                           | Ilan Van Wilder              | Belgique                     | Soudal Quick-Step            | + 6 min 02 s                 |
| 6e                           | Einer Rubio                  | Colombie                     | Movistar Team                | + 9 min 01 s                 |
| 7e                           | Alexander Cepeda             | Équateur                     | EF Education-EasyPost        | + 11 min 56 s                |
| 8e                           | Valentin Paret-Peintre       | France                       | AG2R Citroën Team            | + 22 min 47 s                |
| 9e                           | Laurens Huys                 | Belgique                     | Intermarché-Circus-Wanty     | + 23 min 46 s                |
| 10e                          | Filippo Zana                 | Italie                       | Team Jayco AlUla             | + 27 min 10 s                |

| Classement par équipes | Classement par équipes | Classement par équipes | Classement par équipes |
| Équipe                 | Équipe                 | Pays                   | Temps                  |
| ---------------------- | ---------------------- | ---------------------- | ---------------------- |
| 1re                    | Jumbo-Visma            | Pays-Bas               | 153 h 56 min 55 s      |
| 2e                     | Ineos Grenadiers       | Royaume-Uni            | + 4 min 02 s           |
| 3e                     | Bahrain Victorious     | Bahreïn                | + 9 min 15 s           |
| 4e                     | UAE Team Emirates      | Émirats arabes unis    | + 12 min 08 s          |
| 5e                     | EF Education-EasyPost  | États-Unis             | + 21 min 27 s          |
| 6e                     | Bora-Hansgrohe         | Allemagne              | + 23 min 45 s          |
| 7e                     | Israel-Premier Tech    | Israël                 | + 35 min 36 s          |
| 8e                     | Astana Qazaqstan Team  | Kazakhstan             | + 40 min 47 s          |
| 9e                     | AG2R Citroën Team      | France                 | + 51 min 08 s          |
| 10e                    | Groupama-FDJ           | France                 | + 56 min 51 s          |

| Classement par équipes | Classement par équipes | Classement par équipes | Classement par équipes |
| Équipe                 | Équipe                 | Pays                   | Temps                  |
| ---------------------- | ---------------------- | ---------------------- | ---------------------- |
| 1re                    | Jumbo-Visma            | Pays-Bas               | 153 h 56 min 55 s      |
| 2e                     | Ineos Grenadiers       | Royaume-Uni            | + 4 min 02 s           |
| 3e                     | Bahrain Victorious     | Bahreïn                | + 9 min 15 s           |
| 4e                     | UAE Team Emirates      | Émirats arabes unis    | + 12 min 08 s          |
| 5e                     | EF Education-EasyPost  | États-Unis             | + 21 min 27 s          |
| 6e                     | Bora-Hansgrohe         | Allemagne              | + 23 min 45 s          |
| 7e                     | Israel-Premier Tech    | Israël                 | + 35 min 36 s          |
| 8e                     | Astana Qazaqstan Team  | Kazakhstan             | + 40 min 47 s          |
| 9e                     | AG2R Citroën Team      | France                 | + 51 min 08 s          |
| 10e                    | Groupama-FDJ           | France                 | + 56 min 51 s          |

## Abandons
- Mads Pedersen (Trek-Segafredo) : non-partant